# Arruda (banda)
Arruda é um grupo musical formado em 2005, no Rio de Janeiro, cujo estilo incorpora o samba. É composto por seguintes músicos: Armandinho do Cavaco, Fabão, Fabio Bubba, Gustavo Palmito, Vitor Budoia, Marcelinho, Maria Menezes, Nego Josy e Popó.